# Luo Ruiqing
Luo Ruiqing (cinese: 罗瑞卿; pinyin: Luó Ruìqīng; Wade-Giles: Lo Jui-ching; Nanchong, 31 maggio 1906 – Berna, 3 agosto 1978) è stato un politico e generale cinese.

## Biografia

### Inizio di carriera
Luo Ruiqing nacque il 31 maggio 1906 da una famiglia di proprietari terrieri di Nanchong, nel Sichuan. Dopo essere entrato all'Accademia militare di Whampoa (un tempo diretta dallo stesso Chiang Kai-shek), ad un certo punto, si avvicinò agli ideali comunisti e, rinnegando la propria ricchezza famigliare e la sicura posizione sociale che questa gli avrebbe garantito, si iscrisse al Partito Comunista Cinese nel 1929, anche se rimase in Cina per poco tempo: ben presto venne infatti inviato a Mosca per lavorare presso il Comitato Esecutivo del Comintern. Pare che, durante la permanenza in Unione Sovietica, abbia lavorato con la GPU.
All'inizio degli anni trenta, Luo fece ritorno in Cina come commissario politico e, fra il 1934 e il 1935, prese parte alla Lunga Marcia. Successivamente inviato nello Shaanxi, prese parte all'educazione dei giovani ufficiali comunisti; allora, Mao Zedong era appena giunto alla presidenza del PCC, pertanto erano ancora molti i suoi avversari interni. Durante la sua permanenza nello Shaanxi, Luo — che era un ferreo sostenitore di Mao — si occupò dell'epurazione degli ufficiali fedeli a Wang Ming, il dirigente di fatto del Partito, sconfitto durante la Lunga Marcia.
In seguito, Luo partecipò alla lotta fra Zhang Guotao e Mao Zedong presso la IV Armata di linea. Con la defezione di Zhang al Kuomintang, temendo l'infiltrazione di elementi nazionalisti nell'esercito comunista, Luo fu responsabile di una grande epurazione dei vertici della IV Armata. In una frase riportata da un articolo del Time Magazine del 5 marzo 1956 — estremamente critico verso Luo —, Zhang Guotao afferma che l'epurazione fu condotta con "grande crudeltà, ferocia e malizia". Fu da questo momento che Luo parlò contro il "buonismo senza freni", sostenendo invece l'eliminazione dei controrivoluzionari dal Partito.

### Fondatore della polizia cinese
Con la nascita della Repubblica Popolare Cinese, si presentò la necessità per il nuovo regime di avere una polizia del tipo della MGB sovietica. Mao Zedong, allora presidente del Governo Popolare Centrale (capo di Stato), promosse la fondazione del Ministero della pubblica sicurezza, ponendo Luo Ruiqing alla sua testa.
Il compito di Luo era tutt'altro che semplice: egli doveva giostrarsi fra l'unificazione dei vari corpi di polizia esistenti allora in Cina (di cui gran parte erano ancora controllati dai nazionalisti) e la repressione di bande armate anticomuniste ancora esistenti nella Cina continentale che minacciavano di far scoppiare una nuova guerra civile. Nel 1950, durante un discorso alla Conferenza di Amministrazione della Pubblica Sicurezza di Pechino, Luo affermò che il compito principale della polizia politica consisteva nel reprimere i controrivoluzionari. Durante la Conferenza, Luo propose e ottenne anche la fondazione di una Polizia Armata del Popolo, sul modello della milizia del MVD sovietico.
All'indomani della fondazione della repubblica popolare, Lo si occupò di colpire i "cinque vizi": il brigantaggio, l'evasione delle tasse, l'imbroglio, il furto delle proprietà di Stato e la divulgazione dei segreti economici. La polizia di Lo eseguì le prime attività contro i "viziati", perlopiù industriali e grandi imprenditori privati. Molti vennero arrestati, altri arrivarono anche a suicidarsi.
Nel 1951, il Ministero di Luo lanciò una campagna contro "i proprietari terrieri sfruttatori ed i controrivoluzionari armati". Questa campagna permise la successiva collettivizzazione delle terre agricole. Nel corso della repressione, Luo colpì anche i settori di ispirazione cristiana, taoista o comunque religiosa, che egli riteneva un pericolo per il regime socialista.
Nello stesso tempo, Luo invitò i precedenti collaboratori del regime nazionalista di Chiang Kai-shek a confessare la loro collaborazione e, di conseguenza, ricevere la grazia. Benché tale promessa venne mantenuta, a volte la polizia arrestò coloro che si erano macchiati dei crimini più gravi. Alcuni mesi dopo, Luo stesso annunciò che: "Un certo numero di persone con debiti di sangue è stato giustiziato".
Durante la Guerra di Corea e il lancio della campagna contro gli Stati Uniti, Lo concentrò i propri sforzi sui sospettati controrivoluzionari collaboratori dell'Occidente. In particolare, vennero colpite le comunità cristiane ed i missionari, sospettati di collaborare con gli Stati Uniti o comunque con le potenze capitaliste dell'Europa occidentale. A guerra conclusa, nel 1955, venne promosso a Da Jiang (generalissimo), titolo onorifico concesso a dieci veterani della guerra civile.
Nel 1959, Luo venne sostituito da Xie Fuzhi e divenne capo di stato maggiore dell'EPL fino al 1965.